# Raoul Rémy
Pour les articles homonymes, voir Rémy.
Raoul Rémy, né le 25 octobre 1919 à Marseille et mort le 26 juin 2002 à Marseille (8e arrondissement),, est un coureur cycliste français, professionnel de 1939 à 1957. Il a participé à neuf Tours de France et y a remporté deux étapes : la 5e étape de La Rochelle à Bordeaux en 1948 et la 13e étape de Monaco à Aix-en-Provence en 1952.
Il a notamment été directeur sportif de l'équipe Margnat-Paloma-Inuri-Dunlop.

## Palmarès
- 1939
  - 2e du championnat de France des aspirants
- 1941
  - 2e du Critérium de France des sociétés (zone non occupée)
  - 3e du Circuit de l'Indre
- 1943
  -  Champion de France des sociétés
- 1944
  - 2e de Marseille-Toulon-Marseille
- 1945
  - 2e du Circuit de l'Indre
- 1946
  - Grand Prix de Catox
  - 1re étape de Paris-Nice
  - 3e du Circuit des Alpes
- 1947
  - Circuit de l'Indre
  - 3e du Grand Prix d'Issoire
- 1948
  - 5e étape du Tour de France
  - Paris-Camembert
  - 1re étape du Tour de l'Ouest
  - 4e de Paris-Bruxelles
- 1949
  - Grand Prix Catox
  - 3e de Paris-Montceau-les-Mines
- 1950
  - Paris-Clermont-Ferrand
  - 2e étape du Tour du Sud-Est
  - 2e du Circuit du Mont-Blanc
- 1951
  - Grand Prix de Nice
  - Tour du Vaucluse
  - 2e du Grand Prix Catox
  - 2e de la Coupe Marcel Vergeat
  - 3e du Grand Prix de Cannes
- 1952
  - 1re étape du Critérium du Dauphiné libéré
  - 13e étape du Tour de France
  - Grand Prix de l'Écho d'Oran
  - 2e du Boucles de la Seine
- 1953
  - Circuit de la Haute-Savoie
  - 3e de Liège-Bastogne-Liège
- 1954
  - Grand Prix de l'Écho d'Alger
  - 1re étape de Paris-Nice
  - 2e du Critérium national
  - 6e de Paris-Roubaix
  - 6e de Liège-Bastogne-Liège
- 1955
  - 2e du Grand Prix de Cannes
  - 2e du Tour du Vaucluse
- 1956
  - 3e étape du Tour de Majorque

## Résultats sur les grands tours

### Tour de France
Ses classements dans les 9 participations du Tour de France :
- 1947 : 28e
- 1948 : 23e, vainqueur de la 5e étape
- 1949 : abandon (4e étape)
- 1950 : 34e
- 1951 : hors délai (22e étape)
- 1952 : 37e, vainqueur de la 13e étape
- 1953 : 51e
- 1954 : 38e
- 1955 : abandon (8e étape)

### Tour d'Espagne
2 participations
- 1955 : 42e
- 1956 : abandon (4e étape)

### Tour d'Italie
1 participation 
- 1956 : abandon